# 劉翽
劉翽（471年—479年6月25日），字仲仪，宋明帝刘彧第十子，母为杜修华。
宋明帝无生育能力，诸弟的姬妾怀孕后，送入宫中，生子后，杀其母，交给受宠的六宫嫔妃抚养。
泰始七年出生。元徽四年八月丁卯（476年9月14日），封南阳王，食邑二千户。升明元年七月甲午（477年8月7日），任使持节、督郢州司州之义阳诸军事、西中郎将、郢州刺史。七月丙午（477年8月19日），改任湘州诸军事、南中郎将、湘州刺史，持节如故，进号前将军。升明二年十一月甲子（478年12月30日），改封为随阳王，改随郡为随阳国。
建元元年四月甲午（479年5月29日），萧道成受禅，建立齐朝，降封劉翽为舞阴县公，食邑一千五百户。五月辛酉（6月25日），劉翽被杀害。

## 延伸阅读
[在维基数据编辑]
 《宋書/卷90》，出自沈约《宋书》